# Piyachart Tamaphan
Piyachart Tamaphan (Thai: ปิยะชาติ ถามะพันธ์, * 4. April 1986 in Amnat Charoen) ist ein ehemaliger thailändischer Fußballspieler.

## Karriere

### Verein
Seine Karriere begann Piyachart bei FC Chula United im Jahr 2006. Mit dem Verein konnte er zweimal hintereinander aufsteigen: 2007 in die Thailand Division 1 League und 2008 in die Thai Premier League. Nach Ablauf seines Vertrages wechselte er zum Premier League Aufsteiger Muangthong United, für den er seit der Saison 2009 spielt.

### Nationalmannschaft
2009 wurde er von Steve Darby in die U-23 Nationalmannschaft Thailands für die Südostasienspiele berufen. Im ersten Spiel des Turniers wurde er eingewechselt und kam somit zu einem ersten Länderspiel. Im Spiel gegen Osttimor stand er in der Startaufstellung. Ihm gelang dabei auch sein erstes Tor.

## Erfolge
Chula United
- Thailand Division 1 League: 2007
- Thailand Division 2 League: 2006  ▲

Muangthong United
- Thailändischer Meister: 2009, 2012
- Thailändischer Pokalfinalist: 2010
- Kor-Royal-Cup-Sieger: 2010

Bangkok Glass FC
- Thailändischer Pokalsieger: 2014

PT Prachuap FC
Thailändischer Ligapokalsieger: 2019

## Erläuterungen/Einzelnachweise
1. ↑  mtufc.net: Kader von Muang Thong (Memento des Originals vom 16. August 2009 im Internet Archive)  Info: Der Archivlink wurde automatisch eingesetzt und noch nicht geprüft. Bitte prüfe Original- und Archivlink gemäß Anleitung und entferne dann diesen Hinweis.

| Personendaten    | Personendaten                 |
| ---------------- | ----------------------------- |
| NAME             | Piyachart Tamaphan            |
| ALTERNATIVNAMEN  | ปิยะชาติ ถามะพันธ์ (thailändisch) |
| KURZBESCHREIBUNG | thailändischer Fußballspieler |
| GEBURTSDATUM     | 4. April 1986                 |
| GEBURTSORT       | Amnat Charoen                 |